# Douglas, Skottland
Douglas är en ort i Storbritannien.   Den ligger i kommunen South Lanarkshire och riksdelen Skottland, i den centrala delen av landet, 500 km nordväst om huvudstaden London. Douglas ligger 206 meter över havet och antalet invånare är 1 685.
Terrängen runt Douglas är platt österut, men västerut är den kuperad. Douglas ligger nere i en dal. Runt Douglas är det mycket glesbefolkat, med 6 invånare per kvadratkilometer. Närmaste större samhälle är Lanark, 14,4 km norr om Douglas. Trakten runt Douglas består i huvudsak av gräsmarker.